# Chulak
Chulak es un planeta del universo ficticio de Stargate, arbolado y templado con dos soles. Es el mundo de los Jaffa y está bajo el dominio del Goa'uld Apophis.
Es uno de los pocos mundos que posee larvas Goa'uld en abundancia y cuenta con una gran cantidad de monjes Jaffa, que practican los rituales de implantación y diversas ceremonias espirituales. Este planeta sirve de prisión para los huéspedes que captura Apophis y además está fuertemente armado.
La cultura y la arquitectura Jaffa son muy similares a las de los griegos y romanos de la Tierra del pasado. En una dimensión alternativa a la que viajó Daniel Jackson, el SGC envió una bomba nuclear Mark V que destruyó el Stargate de Chulak, la ciudad y sus alrededores, matando a todos los jaffa, incluida la familia del Teal'c Alternativo.
Este planeta es gobernado por el consejo de jaffa's libres y es el planeta donde comenzó la rebelión de los jaffa.
Teal´c junto con Bra'tac reclutan jaffas en este planeta para el levantamiento contra los falsos dioses Goa'uld.
- Datos: Q22207